# (4183) Cuno
(4183) Cuno és un asteroide pertanyent als asteroides Apol·lo descobert el 5 de juny de 1959 per Cuno Hoffmeister des de l'Observatori Boyden de Bloemfontein, República de Sud-àfrica.
Cuno es va designar inicialment com 1959 LM. Més tard, el 1991, va ser anomenat en honor del descobridor.
Cuno està situat a una distància mitjana de 1,982 ua del Sol, i pot acostar-se fins a 0,7247 ua i allunyar-se fins a 3,24 ua. La seva excentricitat és 0,6344 i la inclinació orbital 6,708 graus. Empra 1.019 dies a completar una òrbita al voltant del Sol.
Cuno és un asteroide proper a la Terra que forma part del grup dels asteroides potencialment perillosos.
La magnitud absoluta de Cuno és 14,4 i el període de rotació de 3,56 hores. Està assignat al tipus espectral Sq de la classificació SMASSII.